# Aire (rzeka w Anglii)
Aire – rzeka w Wielkiej Brytanii, w Anglii.
Źródła rzeki znajdują się w Górach Pennińskich, a uchodzi ona do rzeki Ouse.
Aire przepływa przez zagłębie górniczo-przemysłowe środkowej Anglii.
Większe miasto nad rzeką to Leeds.